# Erhard Kuglmayr
Erhard Kuglmayr, Ordensname: Erhard von Radkersburg (* 12. Mai 1715 in Radkersburg; † 8. August 1798 in Rom) war von 1773 bis 1789 der 45. Generalminister der Kapuziner.

## Leben
Erhard Kuglmayr, Taufname Franz Xaver, wurde am 12. Mai 1715 in Radkersburg in der Steiermark geboren. Seine Eltern Ferdinand und Katharina Kuglmayr gehörten dem Radkersburger Bürgerstand an. 1732 trat er als Pater Erhard in den Kapuzinerorden ein. Von 1746 bis 1749 war er Lektor für Philosophie für die Jungkapuziner in Gurkfeld/Krško, dann drei Jahre Lektor für Theologie. 1752 wurde er Guardian des Kapuzinerklosters in Marburg in der Untersteiermark. 1755 und erneut 1761 wurde er zum Provinzialminister der steirischen Ordensprovinz gewählt, der Deutsche, Italiener und Slowenen angehörten. 1762 wurde er als Nachfolger des verstorbenen Generaldefinitors für Deutschland (ca. 3000 Brüder) und die Habsburger Länder (ca. 4000 Brüder) nach Rom berufen.
1768 mit überwältigender Mehrheit zum Generalminister gewählt, lehnte er die Wahl ab, wurde aber erster Definitor und Generalprokurator des Ordens bei der päpstlichen Kurie. Nach dem vorzeitigen Tod des Ordensgenerals Aimé Bascher (1773) musste er zwei Jahre als Generalvikar den Orden leiten. Nur mit spezieller Erlaubnis (Dispens) des Papstes durfte er als bisheriger Prokurator („wegen seiner reichen Geistesgaben“) 1775 zum Generalminister (mit 149 Stimmen) gewählt werden. Als beim nächsten Generalkapitel 1782 die Wahl nochmals auf ihn fiel (109 von 124 Stimmen), war erneut eine päpstliche Dispens erforderlich, weil nach den Ordensstatuten ein Generalminister nicht wiedergewählt werden durfte.
Kuglmayrs Verdienst als Generalminister besteht wohl darin, dem – wie alle Orden – von den Folgen der Aufklärung beeinträchtigten Kapuzinerorden Ruhe und Sicherheit gegeben zu habe. Er legte nicht nur großen Wert auf eine solide Ausbildung der Kapuzinertheologen, sondern auch auf die Einhaltung der Statuten und des Armutsideals, Einfachheit und Demut, was sich insbesondere bei seinen Visitationsreisen zeigt, bei denen er – ausgestattet mit außerordentlichen Vollmachten – (zum Teil gravierende) Missstände abstellte und geeignete Kandidaten in Leitungspositionen brachte (zum Beispiel auf Sardinien). Er selbst ging in Sandalen und benützte nur bei schlechtem Wetter einen Wagen, auch fastete er regelmäßig.
Auf seiner zweiten Visitationsreise gelangte er ab 1785 bei der Bevölkerung in den Ruf eines (Wunder-)Heilers. Der Zustrom an Hilfesuchenden wurde so groß, dass er Mühe hatte, sich seiner eigentlichen Tätigkeit zu widmen.
Er starb am 8. August 1798 in Rom und wurde in der dortigen Klosterkirche bestattet. In das Österreich Kaiser Josephs II. hatte er nicht zurückkehren wollen.
Der Admonter Abt Gotthard Kuglmayr war sein Neffe.

## Werke
- Vita del beato Lorenzo da Brindisi, generale de’minori cappuccini. Nella stamperia Salomoni a Sant’Ignazio, Roma, 1783
- Kurze Lebensbeschreibung des seligen Laurentius von Brundus, Ordensgeneral der Kapuziner. Gedruckt bey Joh. M. A. Blunschi, 1784 (31 S.)